# 김정훈 (1990년)
김정훈(1990년 11월 26일 ~ )은 대한민국의 스타크래프트 II 프로게이머이다. 종족은 테란이며, 아이디는 TOP이다.
oGs와 apeX에서 활동한 경력이 있다.
2012년 12월 27일 아주부에 입단하여 활동하였다.
2013년 8월 2일 아주부와의 계약 기간이 만료되어 팀을 떠났다.
2014년 9월 25일 Invasion eSport에 입단했다.

## 주요 기록
스타크래프트 II : 프리미어 개인리그 준우승 1회
- 2010 TG-Intel 스타크래프트 II OPEN Season 1 16강
- 2011 소니 에릭슨 글로벌 스타크래프트 II 리그 Jan. Code A 우승
- 2011 인텔 글로벌 스타크래프트 II 리그 Mar. Code S 32강
- 2011 LG 시네마 3D, 인텔코리아 글로벌 스타크래프트 II 리그 May Code S 8강
- 2011 LG 시네마 3D, 인텔코리아 슈퍼 토너먼트 4강
- 2011 PEPSI 글로벌 스타크래프트 II 리그 July Code S 16강
- 2011 PEPSI 글로벌 스타크래프트 II 리그 Aug. Code S 준우승 (1:4 정종현)
- 2011 소니 에릭슨 글로벌 스타크래프트 II 리그 Oct. Code S 32강
- 2011 소니 에릭슨 글로벌 스타크래프트 II 리그 Nov. Code A 48강
- TeSL 2012 - 2013: Second Half Season 2 준우승
- HomeStory Cup XII 16강